# مارسيل نيومان
مارسيل نيومان (بالفرنسية: Marcel Neumann)‏ (مواليد 5 مايو 1915) هو سبّاح لوكسمبورغي، مثّل بلاده في الألعاب الأولمبية الصيفية 1936.

## روابط خارجية
مارسيل نيومان على موقع الاتحاد الدولي للسباحة (الإنجليزية)
- مارسيل نيومان على موقع أوليمبيديا (الإنجليزية)